# Paradystus innotatus
Paradystus innotatus är en skalbaggsart som beskrevs av Stefan von Breuning 1954. Paradystus innotatus ingår i släktet Paradystus och familjen långhorningar. Inga underarter finns listade i Catalogue of Life.